# Mademoiselle Chambon
Mademoiselle Chambon è un film del 2009 diretto da Stéphane Brizé, adattamento cinematografico dell'omonimo romanzo di Éric Holder.

## Trama
Jean, un muratore, è sposato, ha un bambino e conduce un'esistenza tranquilla occupandosi anche dell'anziano padre, finché non incontra Mademoiselle Chambon, l'insegnante di scuola del figlio. Nonostante le differenze sociali e culturali, a poco a poco i due si conoscono e si innamorano l'uno dell'altro.

## Produzione
Jean Reno avrebbe dovuto interpretare il ruolo del protagonista, ma dovette rinunciare a causa delle riprese de Il codice da Vinci e venne sostituito da Vincent Lindon, su consiglio di Philippe Lioret che l'aveva appena diretto in Welcome. Con Lindon, Brizé avrebbe poi formato un duraturo sodalizio artistico: per questo motivo, nei titoli di coda, il regista de Il codice da Vinci Ron Howard compare tra i ringraziamenti.

## Riconoscimenti
- 2010 - Premi César
  - Miglior adattamento a Stéphane Brizé e Florence Vignon
  - Candidatura per la migliore attrice a Sandrine Kiberlain
  - Candidatura per la migliore attrice non protagonista a Aure Atika
- 2010 - Independent Spirit Awards
  - Candidatura per il miglior film straniero